# Čang Jung
Čang Jung (čínsky pchin-jinem Zhāng Yǒng, znaky zjednodušené 张永, tradiční 張永, 1465–1529) byl čínský eunuch a v letech 1506–1521 vlivný člen vlády Čeng-tea, císaře čínské říše Ming. Patřil mezi skupinu eunuchů, takzvaných „osm tygrů“, sloužících Čeng-teovi od jeho dětství. Po nástupu Čeng-tea na trůn roku 1505 byli „tygři“ povýšeni a získali velký vliv v Zakázaném městě, Čang Jung velel dělostřelectvu pekingské posádky. Po smrti Čeng-teho ztratil své funkce a hodnosti a byl přeložen do Nankingu.

## Život
Čang Jung pocházel z Pao-tingu v severočínské provincii Che-pej. Byl jedním z eunuchů přidělených k Ču Chou-čaovi, mladému synovi císaře Chung-č’ a korunnímu princi. Roku 1505 Chung-č’ zemřel a Ču Chou-čao se stal císařem (znám je jménem své éry – Čeng-te). Na rozdíl od svého otce, Čeng-te před civilními úředníky dával přednost eunuchům s nimiž vyrůstal, zejména takzvaným „osmi tygrům“, mezi něž patřil i Čang Jung. Nejvýznamnějším z „tygrů“ byl Liou Ťin.
Čang Jung získal úřad ředitele palácových tesařských dílen a roku 1506 i velení nad Dělostřeleckým táborem (S’-wej jing) pekingské posádky.
V květnu 1510 v Šen-si povstal Ču Č’-fan, kníže z An-chua, který chtěl využít opozice proti Liou Ťinovým reformám. Vzpouru (povstání knížete z An-chua) během osmnácti dnů zlikvidovala místní vojska. Čang Jung byl mezitím v čele třicetitisícové armády vyslán proti povstalcům a císař do Šen-si poslal i tamních poměrů znalého úředníka Jang I-čchinga. Během společného uklidňování situace Jang I-čching přesvědčil Čang Junga, že je ve smrtelném nebezpečí, protože Liou Ťin připravuje další převrat.
Po návratu do Pekingu byl Čang Jung oslavován jako národní hrdina, osobně uvítaný císařem v bráně Tung-an-men. Spojil se s ostatními šesti „tygry“ a 13. září 1510 obvinili Liou Ťina z přípravy spiknutí proti císaři. Císař ve zradu Liou Ťina nechtěl věřit, ale nechal se přesvědčit. Následující den byl Liou Ťin přeložen do Nankingu a jeho majetek zkonfiskován; když císař uviděl zbraně a ohromné poklady, které Liou nahromadil, přikázal ho popravit. Čang Jung byl zanedlouho obviněn z braní úplatků a zbaven všech hodností a titulů.
Roku 1514, když se zhoršily vztahy s Mongoly na severní hranici, císař ho znovu povýšil: vrátil mu vedení nad palácovými tesařskými dílnami a jmenoval vrchním velitelem v Ta-tchungu a Süan-fu. Čang Jung úspěšně vytlačil Mongoly za hranice.
Po smrti Čen-teho roku 1521 nový císař Ťia-ťing Čang Junga zbavil hodností a přeložil do Nankingu.